# Francis Lawrence
Francis Lawrence (sinh ngày 26 tháng 3 năm 1971) là một đạo diễn và nhà sản xuất phim người Mỹ.

## Cuộc đời và sự nghiệp
Lawrence được sinh ra trong một gia đình người Mỹ tại Vienna, Áo. Cha của anh là một nhà vật lý học giảng dạy tại California State University, Northridge và mẹ anh làm việc tại một công ty quảng cáo. Anh chuyển đến sống tại Los Angeles năm lên ba tuổi. Lawrence đảm nhiệm vai phó trợ lý quay phim trong bộ phim điện ảnh Pump Up the Volume đạo diễn bởi Allan Moyle trước khi nhận được bằng cử nhân về sản xuất phim tại trường điện ảnh Loyola Marymount University. Anh làm việc dưới chức vụ phó đạo diễn trong bộ phim Marching out of Time của đạo diễn Anton Vassil năm 1993. Francis Lawrence sau đó hợp tác với người bạn cùng lớp cũ của anh, Mike Rosen, trong việc đồng đạo diễn các video âm nhạc. Lawrence thực hiện video âm nhạc đầu tiên của anh cho Michael Blakey, chủ tịch của hãng đĩa Atico Records. Nhanh chóng, Lawrence được biết đến với những kịch bản video âm nhạc sáng tạo và phong cách đạo diễn đặc biệt.
Anh sau đó đã gia nhập công ty sản xuất mới và phát triển sự nghiệp đạo diễn video âm nhạc của mình, hợp tác với những ngôi sao như Rihanna, Green Day, Britney Spears, The Black Eyed Peas, Jay-Z, Avril Lavigne, Aerosmith, Janet Jackson, Jennifer Lopez, Lady Gaga, Fastball, Lisa Marie Presley, Destiny's Child, Garbage, Gwen Stefani, Pink, Shakira, và Missy Elliott. Anh cũng đạo diễn cho nhiều quảng cáo truyền hình của các doanh nghiệp lớn như Coca-Cola, L'Oréal, Calvin Klein, Pepsi-Cola, Maybelline, Kid's Footlocker, Bacardi, McDonalds, GAP, Bud Light, CoverGirl, Oldsmobile và Disneyland. Năm 2005, bộ phim đạo diễn đầu tay của Lawrence, Kẻ cứu rỗi nhân loại, chuyển thể từ bộ truyện tranh Hellblazer, được ra mắt, với sự góp mặt của nam diễn viên Keanu Reeves.
Năm 2007, anh đạo diễn cho phim điện ảnh Thành phố chết (dựa trên cuốn tiểu thuyết cùng tên của nhà văn Richard Matheson), cùng với Will Smith. Năm 2011, anh đạo diễn cho Nước cho voi. Năm 2012, Lawrence đạo diễn và sản xuất tập đầu tiên của loạt phim siêu linh Touch của hãng Fox. Anh hiện đã ký hợp đồng với công ty DNA Inc. Vào năm 2011, anh thắng Giải Grammy lần thứ 53 cho hạng mục Video âm nhạc hình thái ngắn xuất sắc nhất với việc đạo diễn cho video âm nhạc "Bad Romance" của Lady Gaga.
Tháng 4, 2012, Lionsgate Films công bố Lawrence đã được lựa chọn để đạo diễn bộ phim chuyển thể của tiểu thuyết Bắt lửa. Tiểu thuyết cũng như bộ phim này là tập tiếp nối của bộ phim bom tấn, The Hunger Games với diễn viên Jennifer Lawrence trong vai nữ chính. Lawrence được chính thức xác nhận làm đạo diễn cho bộ phim vào ngày 3 tháng 5 năm 2012. Anh cũng trở lại đạo diễn cho hai phần cuối cùng của loạt phim: The Hunger Games: Húng nhại – Phần 1 (2014) và The Hunger Games: Húng nhại – Phần 1 (2015).

## Danh sách phim

### Phim điện ảnh
| Năm  | Tên                                  | Ghi chú                         |
| ---- | ------------------------------------ | ------------------------------- |
| 1993 | Marching Out of Time                 | Phó đạo diễn                    |
| 2005 | Kẻ cứu rỗi nhân loại                 | Đạo diễn                        |
| 2007 | Thành phố chết                       | Đạo diễn                        |
| 2011 | Nước cho voi                         | Đạo diễn                        |
| 2012 | Gotham                               | Đạo diễn; Phim điện ảnh của Fox |
| 2013 | The Hunger Games: Bắt lửa            | Đạo diễn                        |
| 2014 | The Hunger Games: Húng nhại – Phần 1 | Đạo diễn                        |
| 2015 | The Hunger Games: Húng nhại – Phần 2 | Đạo diễn                        |

### Truyền hình
| Năm     | Tên   | Sản xuất       | Đạo diễn                                                                                         |
| ------- | ----- | -------------- | ------------------------------------------------------------------------------------------------ |
| 2009    | Kings | Tất cả các tập | "Pilot: Goliath: Part 1" (Mùa 1, tập 1) "Prosperity" (Mùa 1, tập 3) "First Night" (Mùa 1, tập 4) |
| 2012–13 | Touch | Tất cả các tập | "Pilot" (Mùa 1, tập 1)                                                                           |

### Video âm nhạc
| Năm  | Nghệ sĩ                                               | Bài hát                                                | Ghi chú                                           |
| ---- | ----------------------------------------------------- | ------------------------------------------------------ | ------------------------------------------------- |
| 1993 | Tidal Force                                           | "A Man Rides Through"                                  |                                                   |
| 1993 | Omniscence                                            | "Touch Y'all"                                          |                                                   |
| 1994 | A Western Front"                                      | "Go"                                                   |                                                   |
| 1994 | A Western Front                                       | "The Problem"                                          |                                                   |
| 1994 | AlldaRon West                                         | "Safe in Your Arms"                                    |                                                   |
| 1994 | Life of Agony                                         | "This Time"                                            |                                                   |
| 1994 | Alldaron West                                         | "Safe in Your Arms"                                    |                                                   |
| 1995 | Ahmad hợp tác với Ras Kass & Saafir                   | "Come Widdit"                                          |                                                   |
| 1995 | Foreigner                                             | "All I Need to Know"                                   |                                                   |
| 1995 | The BUMS                                              | "Elevation (Free My Mind)"                             |                                                   |
| 1995 | Boyz of Paradize                                      | "Shining Star"                                         |                                                   |
| 1996 | Akon                                                  | "Operations of Nature"                                 |                                                   |
| 1996 | Royal C                                               | "They Don't Want None"                                 |                                                   |
| 1996 | Unwritten Law                                         | "Superman"                                             |                                                   |
| 1996 | Color Me Badd                                         | "Sexual Capacity"                                      |                                                   |
| 1996 | Organized Noize hợp tác với Queen Latifah             | "Set It Off"                                           |                                                   |
| 1996 | Mista                                                 | "Lady"                                                 |                                                   |
| 1996 | Tevin Campbell                                        | "I Got It Bad"                                         |                                                   |
| 1996 | Art Porter hợp tác với Lalah Hathaway                 | "One More Chance"                                      |                                                   |
| 1996 | The Braxtons                                          | "Only Love"                                            |                                                   |
| 1997 | Bad Religion                                          | "10 in 2010"                                           |                                                   |
| 1997 | Monica                                                | "For You I Will                                        |                                                   |
| 1997 | Ray J                                                 | "Let It Go"                                            |                                                   |
| 1997 | Eric Benét                                            | "Femininity"                                           |                                                   |
| 1997 | Jocelyn Enriquez                                      | "A Little Bit of Ecstasy"                              |                                                   |
| 1997 | Third Eye Blind                                       | "Losing a Whole Year"                                  |                                                   |
| 1997 | Naked                                                 | "Mann's Chinese"                                       |                                                   |
| 1997 | Ray J                                                 | "Everything You Want"                                  |                                                   |
| 1997 | Coolio hợp tác với 40 Thevz                           | "C U When U Get There"                                 |                                                   |
| 1997 | Deborah Cox                                           | "Things Just Ain't the Same"                           |                                                   |
| 1997 | Adina Howard                                          | "(Freak) And U Know It"                                |                                                   |
| 1997 | Natalie Cole                                          | "A Smile Like Yours"                                   |                                                   |
| 1997 | Vanessa L. Williams                                   | "Happiness"                                            |                                                   |
| 1997 | En Vogue                                              | "Too Gone, Too Long"                                   |                                                   |
| 1997 | LSG                                                   | "My Body"                                              |                                                   |
| 1997 | Wyclef Jean hợp tác với Refugee Camp All-Stars        | "Gone Till November"                                   |                                                   |
| 1998 | 112 hợp tác với Mase                                  | "Love Me"                                              |                                                   |
| 1998 | Sarah McLachlan                                       | "Adia"                                                 |                                                   |
| 1998 | Robyn                                                 | "Do You Really Want Me (Show Respect)"                 |                                                   |
| 1998 | Pras Michel hợp tác với Ol' Dirty Bastard & Mýa       | "Ghetto Supastar (That Is What You Are)"               |                                                   |
| 1998 | Aerosmith                                             | "I Don't Want to Miss a Thing"                         |                                                   |
| 1998 | Fastball                                              | "Fire Escape"                                          |                                                   |
| 1998 | Timbaland hợp tác với Magoo & Missy Elliott           | "Here We Come"                                         |                                                   |
| 1998 | Seal                                                  | "Human Beings"                                         |                                                   |
| 1999 | Ginuwine                                              | "What's So Different?"                                 |                                                   |
| 1999 | Maxwell                                               | "Fortunate"                                            |                                                   |
| 1999 | Seal                                                  | "Lost My Faith"                                        |                                                   |
| 1999 | Fastball                                              | "DNA"                                                  |                                                   |
| 1999 | Jay-Z                                                 | "Girl's Best Friend"                                   |                                                   |
| 1999 | Tracie Spencer                                        | "It's All About You (Not About Me)"                    |                                                   |
| 1999 | Brian McKnight                                        | "Back at One"                                          | Phiên bản 1                                       |
| 1999 | Jennifer Lopez                                        | "Waiting for Tonight/Una Noche Mas"                    |                                                   |
| 1999 | Enrique Iglesias                                      | "Rhythm Divine"                                        |                                                   |
| 1999 | Lauryn Hill hợp tác với Bob Marley                    | "Turn Your Lights Down Low"                            |                                                   |
| 2000 | Melanie C featuring Lisa Left-Eye Lopes               | "Never Be the Same Again"                              |                                                   |
| 2000 | Ricky Martin                                          | "Private Emotion"                                      |                                                   |
| 2000 | Third Eye Blind                                       | "10 Days Late"                                         |                                                   |
| 2000 | Whitney Houston hợp tác với Enrique Iglesias          | "Could I Have This Kiss Forever"                       |                                                   |
| 2000 | Destiny's Child                                       | "Independent Women Part I"                             |                                                   |
| 2000 | Nelly Furtado                                         | "I'm Like a Bird"                                      |                                                   |
| 2000 | Lil' Kim                                              | "How Many Licks?"                                      |                                                   |
| 2001 | Backstreet Boys                                       | "The Call (Neptunes Remix)"                            |                                                   |
| 2001 | Green Day                                             | "Warning"                                              |                                                   |
| 2001 | Backstreet Boys                                       | "The Call"                                             |                                                   |
| 2001 | Aerosmith                                             | "Jaded"                                                |                                                   |
| 2001 | Jennifer Lopez                                        | "Play"                                                 |                                                   |
| 2001 | Janet Jackson                                         | "Someone to Call My Lover"                             |                                                   |
| 2001 | Janet Jackson hợp tác với Jermaine Dupri              | "Someone to Call My Lover (So So Def Remix)"           |                                                   |
| 2001 | P.O.D.                                                | "Alive"                                                |                                                   |
| 2001 | Long Beach Dub Allstars hợp tác với will.i.am         | "Sunny Hours"                                          |                                                   |
| 2001 | Destiny's Child                                       | "Emotion"                                              |                                                   |
| 2001 | Britney Spears                                        | "I'm a Slave 4 U"                                      |                                                   |
| 2001 | Ginuwine                                              | "Just Because"                                         |                                                   |
| 2001 | Shakira                                               | "Whenever, Wherever/Suerte"                            |                                                   |
| 2001 | Janet Jackson hợp tác với Missy Elliott & Carly Simon | "Son of a Gun (I Betcha Think This Song Is About You)" |                                                   |
| 2002 | Garbage                                               | "Breaking Up the Girl"                                 | Phiên bản phim                                    |
| 2002 | Alanis Morissette                                     | "Hands Clean"                                          | Hậu trường                                        |
| 2002 | Garbage                                               | "Breaking Up the Girl"                                 | Phiên bản 1                                       |
| 2002 | Natalie Imbruglia                                     | "Wrong Impression"                                     |                                                   |
| 2002 | Alanis Morissette"                                    | "Hands Clean"                                          | Phiên bản 1                                       |
| 2002 | Goo Goo Dolls                                         | Here Is Gone"                                          |                                                   |
| 2002 | Incubus                                               | "Warning"                                              |                                                   |
| 2002 | Alanis Morissette                                     | "Precious Illusions"                                   |                                                   |
| 2002 | Will Smith                                            | "Black Suits Comin' (Nod Ya Head)"                     |                                                   |
| 2002 | Pink                                                  | "Just like a Pill"                                     |                                                   |
| 2002 | Will Smith hợp tác với Christina Vidal & Tra-Knox     | "Nod Ya Head (Remix)"                                  |                                                   |
| 2002 | Michelle Branch                                       | "Goodbye To You"                                       |                                                   |
| 2002 | OK Go                                                 | "Get Over It"                                          |                                                   |
| 2002 | Avril Lavigne                                         | "Sk8er Boi"                                            |                                                   |
| 2002 | Jennifer Lopez                                        | "Jenny from the Block"                                 |                                                   |
| 2002 | Justin Timberlake                                     | "Cry Me a River"                                       |                                                   |
| 2003 | Everclear                                             | "Volvo Driving Soccer Mom"                             |                                                   |
| 2003 | Lisa Marie Presley                                    | "Lights Out"                                           |                                                   |
| 2003 | Justin Timberlake                                     | "Rock Your Body"                                       |                                                   |
| 2004 | The Black Eyed Peas                                   | "Let's Get It Started"                                 |                                                   |
| 2004 | Janet Jackson                                         | All Nite (Don't Stop)"                                 |                                                   |
| 2004 | Gwen Stefani                                          | "What You Waiting For?"                                |                                                   |
| 2005 | Jennifer Lopez                                        | "Get Right"                                            | Phiên bản 1                                       |
| 2005 | Audioslave                                            | "Be Yourself"                                          |                                                   |
| 2005 | Lindsay Lohan                                         | "Speak"                                                | Chưa phát hành/Bị huỷ bỏ trong quá trình sản xuất |
| 2006 | Nine Inch Nails                                       | "Every Day Is Exactly the Same"                        | Chưa phát hành/Bị huỷ bỏ trong quá trình sản xuất |
| 2006 | The Black Eyed Peas                                   | "Pump It"                                              |                                                   |
| 2006 | The Pussycat Dolls hợp tác với Snoop Dogg             | "Buttons"                                              |                                                   |
| 2007 | Nicole Scherzinger                                    | "Baby Love"                                            |                                                   |
| 2008 | Britney Spears                                        | "Circus"                                               |                                                   |
| 2009 | Lady Gaga                                             | "Bad Romance"                                          |                                                   |
| 2011 | Beyoncé                                               | "Run the World (Girls)"                                |                                                   |
| 2011 | Serhat                                                | "Rural Feast"                                          |                                                   |
| 2013 | Daughtry                                              | "Unbreakable"                                          |                                                   |